# 秀水 (臺中市)
秀水，是臺灣臺中市清水區的一個傳統地域名稱，位於該區西部。相較於今日行政區，其範圍大致包括秀水里、武鹿里不含北部邊界地帶及西南部、中社里東部不含最東端邊界地帶、槺榔里東北端、海濱里東部中段、橋頭里西部邊界地帶中段。
本地區與社口庄的邊界地帶中段尖端凸出部分為清水區行政中心所在地。

## 歷史
台灣清治末期，秀水地區為一街庄，稱為「秀水庄」，隸屬於大肚上堡。該庄昔日西北邊一小段臨台灣海峽，北與四塊厝庄為鄰，東與田藔庄為鄰，南邊為社口庄，西邊為大槺榔庄。。
1901年（日明治三十四年）11月，全台廢縣廳改設二十廳，該庄隸屬於臺中廳。1903年（明治三十六年）6月，該庄編入「牛罵頭區」，仍隸屬於臺中廳。1909年（明治四十二年）10月，全台二十廳合併為十二廳，牛罵頭區隸屬不變。1920年（大正九年），全台地方制度大改正，該庄改制為「秀水」大字，隸屬於臺中州大甲郡清水街，大字下有「秀水」、「麻豆崙」、「武鹿」小字名。
戰後清水街改制為清水鎮，隸屬於臺中縣，大字亦改制為里。1950年10月，中、彰、投分治，清水鎮隸屬不變。2010年12月，隨著臺中縣、市合併為直轄臺中市，清水鎮改制為清水區。

## 聚落
本地區發展較早的聚落為武鹿、秀水、蔴豆崙，在日治期初期的官方地圖上已有記載。此外，本地區尚有下臭水、頂溝後、下溝後等聚落。

## 交通
省道台10線（中清路九段）是臺中港至豐原的幹道，大致以西北西－東南東走向經過秀水地區南部。由該道路向西北西可前往大槺榔並止於省道台17線路口，向東南東可前往清水市中心、沙鹿、大雅、神岡、豐原等地。
省道台17線（臨港路六段）又稱「西部濱海公路」，是臺中市清水區甲南至屏東縣枋寮鄉水底寮的幹道，大致以東北東－西南西走向轉北北東－南南西走向經過秀水地區西北部凸出部分的西部邊界地帶。由該道路向東北東可前往四塊厝、三塊厝的甲南並止於省道台1線路口，向南南西可前往梧棲、龍井、伸港、線西等地。
省道台61線又稱「西部濱海快速公路」，是新北市八里至臺南市安南的快速公路，大致以北北東－南南西走向經過本地區西北部，由此可快速前往台灣西部海岸各地。
區道中50-1線（海濱路、五權路、海濱路）是塭子寮至清水的道路，大致以西北－東南走向轉北北西—南南東走向再轉西北西－東南東走向再轉西北－東南走向蜿蜒經過本地區，其中大秀國小旁一小段路與區道中59線共線。由該道路向西北可前往大槺榔地區北部的塭子寮聚落並止於省道台17線路口，向東南可前往社口東北部、清水中心區並止於省道台10乙線路口。
區道中50-2線（中社路、鎮政路）是三供處至南社的道路，大致以西北－東南走向轉西南西－東北東走向再轉北北東—南南西走向再轉西北－東南走向經過本地區。由該道路向西北可前往大槺榔地區中部並止於忠勇新村西北側，向東南繞大彎轉南南東即止於社口地區中部偏北的區道中53線路口。
區道中59線（中央路、海濱路、中央路）是菁埔至海埔子的道路，大致以北北東—南南西走向蜿蜒經過本地區，其中海濱路一小段與區道中50-1線共線。由該道路向北北東可前往四塊厝、三塊厝並止省道台1線路口，向南南西可前往大槺榔與社口交界地帶、南簡、大庄、鴨母寮、三塊厝、福頭崙東南部的田尾厝並止於區道中62線路口。

## 學校
- 大秀國小

## 名人
廖添丁

## 文化休閒
- 臺中港區藝術中心